# Cixius adspersa
Cixius adspersa är en insektsart som beskrevs av Maximilian Spinola 1852. Cixius adspersa ingår i släktet Cixius och familjen kilstritar. Inga underarter finns listade i Catalogue of Life.